# Campidanès

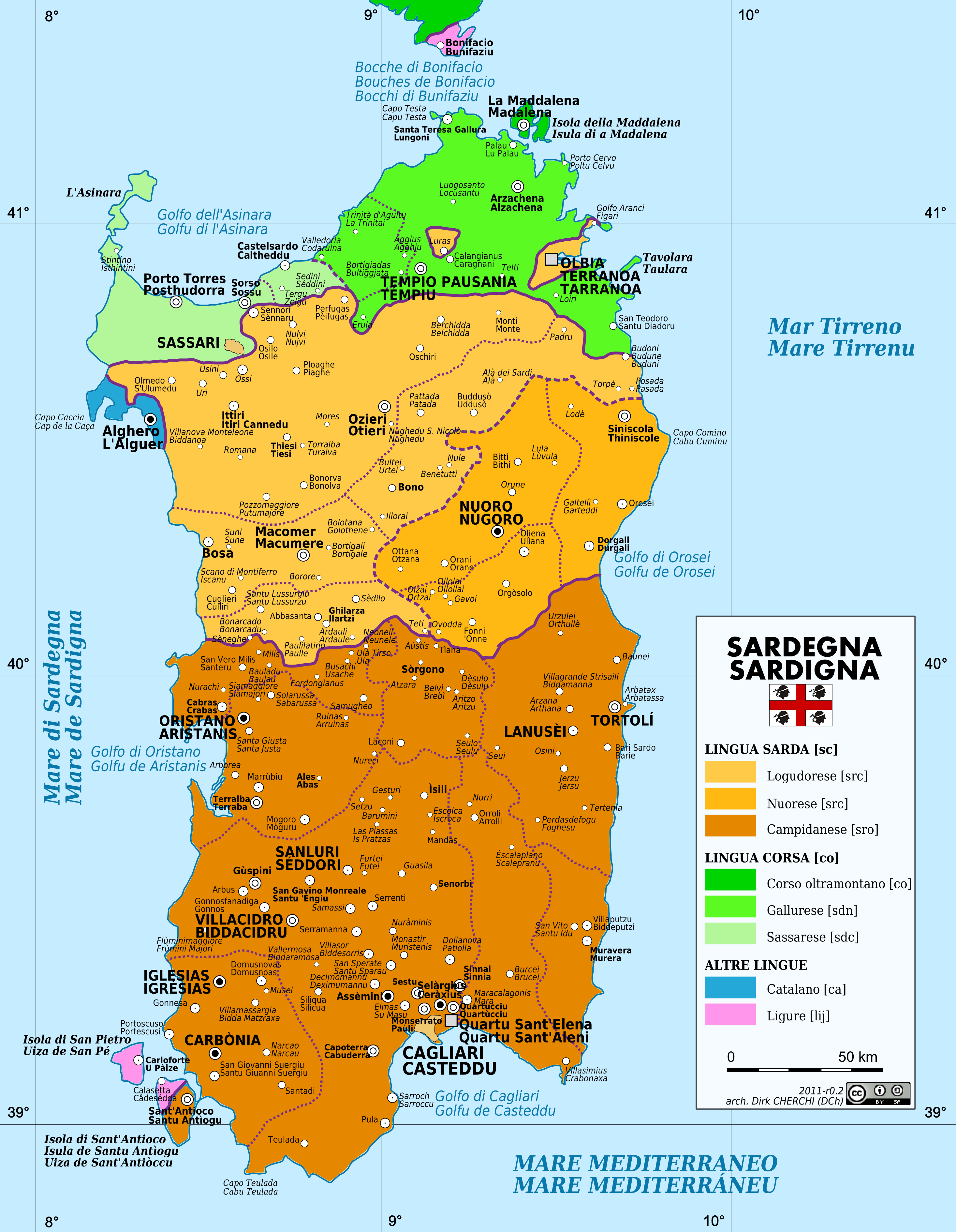
Idiomes i dialectes parlats a l'illa de Sardenya.

El campidanès o campidanés és un dialecte del sard parlat al sud de Sardenya, a la ciutat metropolitana de Càller, a la província de Nuoro i a la província de Sardenya del Sud.
És el més nombrós, es calcula que el parla el 60% dels sards i és usat com a koiné a la part sud de l'illa, així com per molts emigrants sards a Torí, Milà i Gènova o fora d'Itàlia, a Austràlia i Alemanya.
Com sol passar entre les llengües romàniques, té afinitats amb el català i el castellà.